# フリードリヒ・エルンスト・ルートヴィヒ・フィッシャー

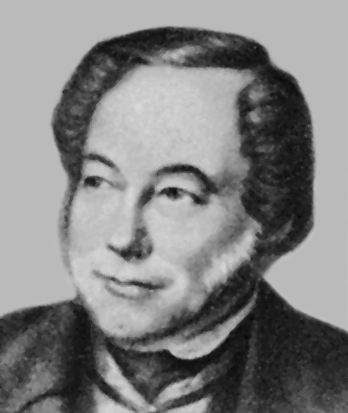
Friedrich Ernst Ludwig von Fischer (1782--1854)

フリードリヒ・エルンスト・ルートヴィヒ・フィッシャー（Friedrich Ernst Ludwig Fischer、1782年2月20日 - 1854年6月17日）はドイツ生まれで、ロシアで働いた植物学者である。

## 略歴
ハルバーシュタットで生まれた。ハレ大学で自然科学を学び、博士号を得た。1806年にロシアの元教育大臣のアレクセイ・ラズモフスキー（Alexeï Razoumovski）に招かれ、モスクワ近くのGorenkiの私設植物園の管理を行った。1808年に植物園の目録を発表し、私設植物園としてはヨーロッパで有名な植物園となった。フィッシャーは1822年までラズモフスキーの植物園で働いた。1812年からはモスクワ大学で植物学を教えた。
1823年に、サンクトペテルブルクの薬草園が帝立植物園（サンクトペテルブルク植物園）となると、園長に任命され、1850年までその仕事を続けた。この間、標本館やライブラリーを設立し、ロシア各地に探検隊を派遣し、植物の収集を行ない多くの新種植物の記載を行った。フィッシャーの没後、サンクトペテルブルク植物園の園長は、ドイツ（現ベラルーシ）生まれのマイヤー（Carl Anton von Meyer）が引き継いだ。
1819年からロシア科学アカデミーの准会員に選ばれた。セリ科の属名、Fischeraに献名された。

## 著作
- Beitrag zur botanischen Systematik..., 1812
- Enumeratio plantarum novarum a cl. Schrenk lectarum, Carl Anton von Meyerと共著, 1841–1842
- Sertum petropolitanum,Carl Anton von Meyerと共著, 1846–1852
- Synopsis Astragalorum tragacantharum, 1853